# Gaius Hosidius Severus
Gaius Hosidius Severus (vollständige Namensform Gaius Hosidius Gnaei filius Claudia Severus) war ein im 1. und 2. Jahrhundert n. Chr. lebender Angehöriger des römischen Ritterstandes (Eques). Durch eine Inschrift, die in Sala gefunden wurde, ist seine Laufbahn bekannt.
Severus war zunächst Praefectus fabrum. Im Anschluss folgte die für einen Angehörigen des Ritterstandes übliche militärische Laufbahn (siehe Tres militiae). Er war Kommandeur (Praefectus) der Cohors I Bosporanorum, die in der Provinz Cappadocia stationiert war und danach Kommandeur der Cohors IIII Raetorum, die bis 115 in Moesia superior und danach in Cappadocia stationiert war. Im Anschluss diente er als Tribunus militum in der Legio VII Claudia pia fidelis, die ihr Hauptlager in Viminacium in Moesia superior hatte. Danach war er Kommandeur (Praefectus equitum) der Ala Claudia nova, die in Moesia superior stationiert war. Zuletzt war er als Procurator Augusti ad census in der Provinz Britannia für die Durchführung eines Zensus verantwortlich.
Severus war in der Tribus Claudia eingeschrieben und stammte aus Sala. Die Inschrift wurde durch Lucius Marius Rufus Severianus für seinen Cousin errichtet. Severus ist in Sala durch zwei weitere, unvollständig erhaltene Inschriften mit seiner Laufbahn belegt.

## Datierung
Die Inschrift wird bei der Epigraphik-Datenbank Clauss-Slaby auf 101/150 datiert. Anthony R. Birley geht davon aus, dass seine Tätigkeit als Procurator ad census nicht vor die Regierungszeit von Hadrian (117–138) zu datieren ist.